# ジョン・ランドール (物理学者)
ジョン・タートン・ランドール（Sir John Turton Randall、1905年3月23日 - 1984年6月16日）はイギリスの物理学者、生物物理学者であり、第二次世界大戦における連合軍の勝利の鍵のひとつとなったセンチメートル波長レーダーのキーテクノロジーである空洞マグネトロンの抜本的な改良で知られる。マグネトロンは電子レンジの主要部品でもある。

## 経歴
1905年3月23日、ランカシャー州ニュートン・ル・ウィローズで、苗木屋兼種苗屋のシドニー・ランドールと、その妻でこの地域の炭鉱経営者ジョン・タートンの娘ハンナ・コーリーの3人兄弟の長男として生まれた。アシュトン・イン・メイカーフィールドの文法学校とマンチェスター大学で教育を受け、1925年に物理学の優等学位と大学院賞を、1926年に理学修士号を授与された。
1926年から1937年の間ジェネラル・エレクトリック社のウェンブリー研究所で研究に従事し、放電ランプに使用する発光粉末の開発に主導的な役割を果たした。また、そのような発光のメカニズムにも積極的な関心を持った。
1928年にドリス・ダックワースと結婚した。
1937年までには、この分野のイギリスを代表する研究者として認められ、バーミンガム大学で王立学会のフェローシップを授与され、マーク・オリファントの物理学部でモーリス・ウィルキンスとともに燐光の電子トラップ理論に取り組んだ。
1937年からバーミンガム大学で研究を行い、1938年にジェームズ・セイヤーズやハリー・ブートらとレーダーのキーテクノロジーである空洞マグネトロンを発明した。1944年からセント・アンドルーズ大学の教授、1946年に王立協会フェローに選出され、キングス・カレッジ・ロンドンの学科長になった。キングス・カレッジ・ロンドンの学科長になると分子生物学の分野に転身した。

## マグネトロンの改良
1939年に戦争が始まると、オリファントはマイクロ波周波数で作動する電波源を作る可能性について海軍本部から相談を受けた。このようなシステムを使えば、潜水しているUボートの潜望鏡のような小さな物体をレーダーで見ることができる。サフォーク海岸のバウジー・メイナー（Bawdsey Manor）にある空軍省のレーダー研究者も、電波の波長10センチ・システムに興味を示していた。送信アンテナを大幅に小型化できるため、現在のシステムのように主翼や胴体に取り付けるのではなく、航空機の機首に取り付けることが容易になるからだ。
オリファントは、1937年から1939年にかけてラッセルとシガードのヴァリアン兄弟によって発表されたクライストロン（マイクロ波を効率的に発生させる唯一のシステム）を使って研究を始めた。当時のクライストロンは非常に低出力の装置であったため、オリファントの努力は主にその出力を大幅に増大させることに向けられた。クライストロンは増幅器であるため、増幅するためには低電力のソース信号が必要であった。オリファントは、ランドールとハリー・ブートを高出力マイクロ波発振器の製造というこの問題に投入し、この役割のために小型のバルクハウゼン・クルツ管を研究するよう依頼した。これはUHFシステムですでに使われていた設計である。彼らの研究は、マイクロ波領域では何の改善ももたらさないことをすぐに実証した。クライストロンは、テスト目的には十分だが、実用的なレーダー・システムに必要とされる数キロワットのシステムにははるかに及ばない、約400ワットのマイクロ波電力の発生で頭打ちとなった。
ランドールとブートは、他に取り組むべきプロジェクトがなかったため、1939年11月にこの問題の解決策を検討し始めた。当時知られていた唯一のマイクロ波デバイスは、分割陽極マグネトロンで、少量の電力を発生させることができるが、効率が低く、一般にクライストロンよりも出力が低かった。クライストロンの信号は、電子銃から供給される電子の流れの中でエンコードされ、装置が最終的に扱えるパワーを決めるのは電子銃の電流能力だった。これとは対照的に、マグネトロンは従来のホットフィラメントカソードを使用し、数百キロワットを発生する無線システムで広く使用されていた。
既存のマグネトロンの問題は、パワーではなく効率だった。クライストロンでは、電子ビームを共振器として知られる金属ディスクに通す。銅製の共振器の機械的なレイアウトが電子に影響を与え、電子を速くしたり遅くしたりしてマイクロ波を放出する。これはそれなりに効率的で、パワーは銃によって制限された。マグネトロンの場合、共振器の代わりに、交互に加速するために反対の電荷に保持された2枚の金属板が使われ、電子は磁石を使ってその間を移動させられた。これで加速できる電子の数に制限はなかったが、マイクロ波の放出プロセスは極めて非効率的だった。
そこで2人は、マグネトロンの2枚の金属板を共振器に置き換えたらどうなるかを考え、既存のマグネトロンとクライストロンのコンセプトを基本的に組み合わせた。マグネトロンの場合と同じように、磁石によって電子が円を描くように移動し、それぞれの共振器を通過することで、プレートのコンセプトよりもはるかに効率的にマイクロ波を発生させることができる。
ハインリッヒ・ヘルツが、クライストロンの円盤型キャビティとは対照的に、ワイヤーのループを共振器として使っていたことを思い出すと、マグネトロンの中心の周りに複数の共振器を配置することが可能だと思われた。さらに重要なのは、これらのループの数やサイズに制限がなかったことだ。ループを円筒状に拡張することで、システムのパワーを大幅に向上させることができる。効率は、共振器の数を増やすことで改善できる。各電子が軌道を回る間に、より多くの共振器と相互作用できるからだ。唯一の実用的な限界は、必要な周波数と希望するチューブの物理的サイズに基づいていた。

### 6共振空洞型マグネトロンの発明

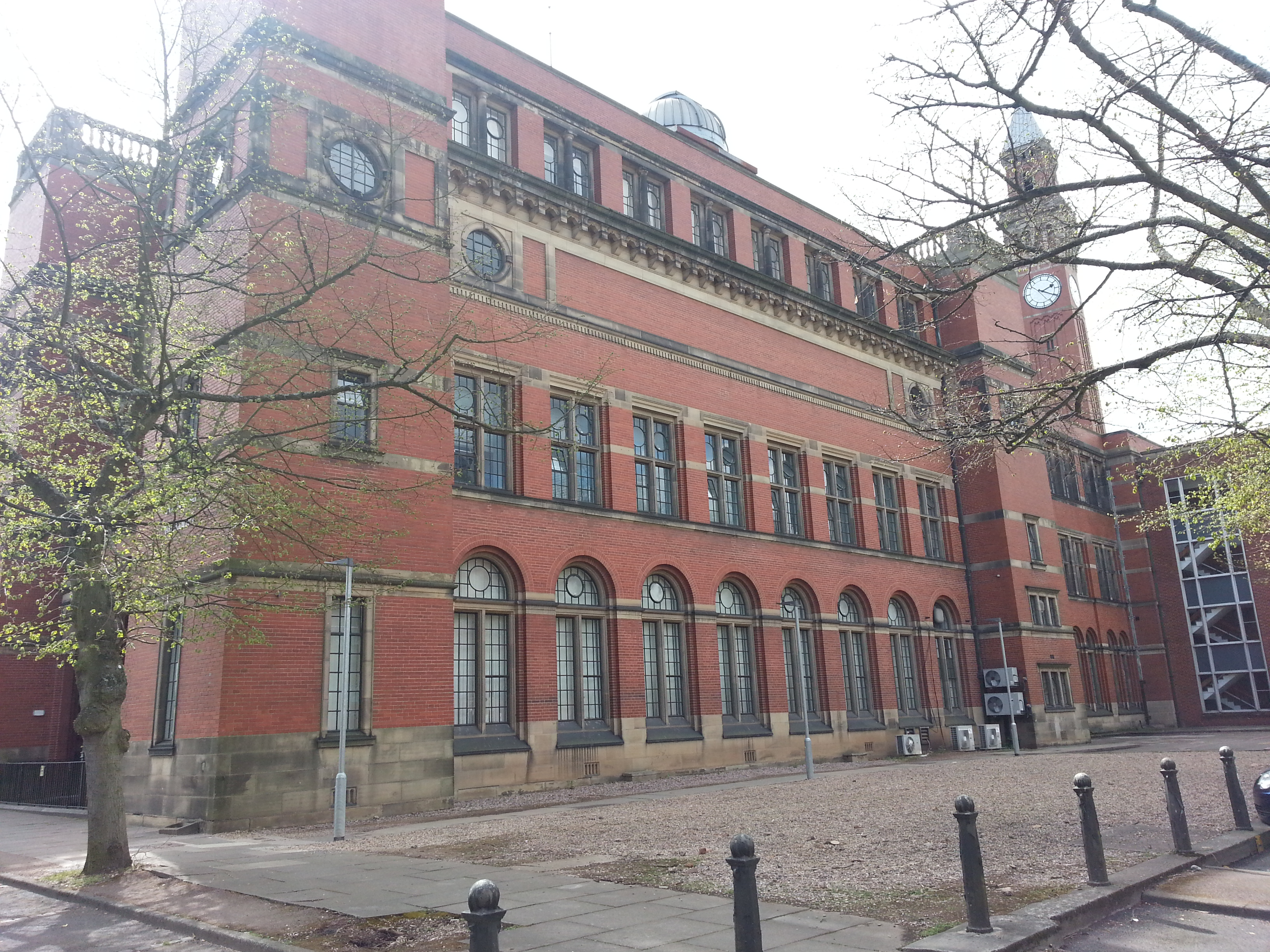
バーミンガム大学ポインティング物理学研究棟

一般的な実験器具を使用して開発された最初のマグネトロンは、共振ループを生成するために6つの穴が開けられた銅のブロックで構成され、ベルジャーに入れられ、真空ポンプで真空にされ、それ自体が彼らが見つけることができた最大の馬蹄形磁石の極間に置かれた。1940年2月に行われた新しい空洞マグネトロンのテストでは、400ワットの出力が得られ、1週間以内に1,000ワットを超えた。GECは、真空管の密閉性を高め、真空度を向上させるために多くの新しい工業的手法を導入し、より大電流を流すことができる新しい酸化皮膜カソードを追加した。これらにより、出力は10kWに向上し、既存のレーダーセットで使用されていた従来の真空管システムとほぼ同じ出力となった。マグネトロンの成功はレーダー開発に革命をもたらし、1942年以降の新型レーダーセットのほとんどにマグネトロンが採用された。

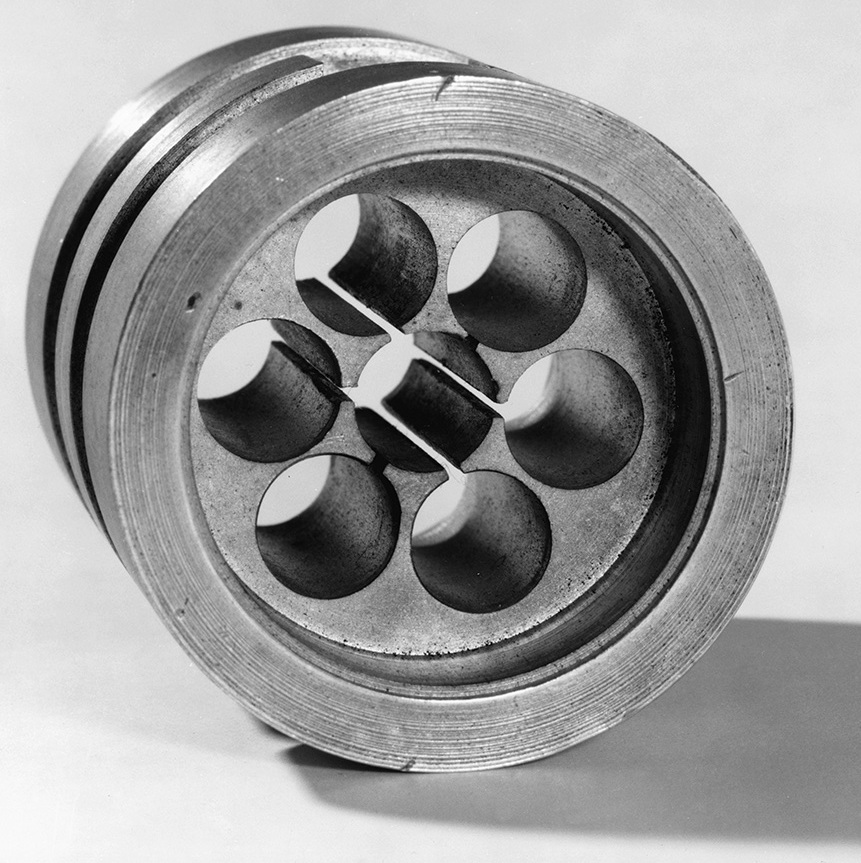
オリジナルの6共振空洞型マグネトロン。

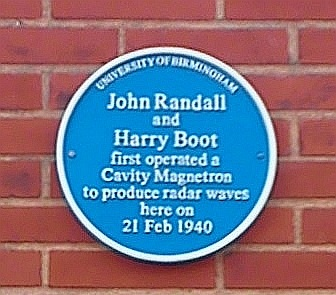
バーミンガム大学ポインティング物理学研究棟の壁にかけられた青い記念銘板。「ジョン・ランドールとハリー・ブートがレーダー波用のキャビティマグネトロンをここで初めて作った」と記されている。

こうして、ランドールはハリー・ブートと協力し、波長10cmのマイクロ波無線エネルギーのパルスを吐き出すことができる真空管を製作した。彼らの発明の意義について、ブリティッシュ・コロンビア州のビクトリア大学デヴィッド・ジマーマン教授（軍事史）は次のように述べている：「マグネトロンは、あらゆる種類の短波無線信号にとって不可欠な真空管であり続けている。航空レーダー・システムの開発を可能にして戦争の流れを変えただけでなく、今日でも電子レンジの心臓部にある重要な技術として使われ、空洞マグネトロンの発明は世界を変えた」。

## 分子生物学分野への転身
1943年、オリファントの物理学研究所を去り、ケンブリッジのキャベンディッシュ研究所で1年間教鞭をとった。1944年、ランドールはセント・アンドリュース大学の自然哲学教授に任命され、少額の提督補助金を得て（モーリス・ウィルキンスとともに）生物物理学の研究を計画し始め、DNAの構造解析に取り組むロンドン大学キングス・カレッジのチームを率いた。ランドールの協力者であったモーリス・ウィルキンス教授は、DNAの構造決定により、ケンブリッジ大学キャベンディッシュ研究所のジェームズ・ワトソン、フランシス・クリックとともに1962年のノーベル生理学・医学賞を受賞した。彼の他のスタッフには、ロザリンド・フランクリン、レイモンド・ゴズリング、アレックス・ストークス、ハーバート・ウィルソンらがおり、全員がDNAの研究に携わっていた。